# 香川照之
香川 照之（）、九代目 市川 中車（、（歌舞伎役者として）、1965年〈昭和40年〉12月7日  - ）は、日本の俳優、歌舞伎役者、ボクシング解説者、実業家、司会者。コムスシフトに所属した後、現在はロータス・ルーツ所属。東京大学文学部社会心理学科卒業。

## 経歴
母は浜木綿子（本名は香川阿都子）。父は歌舞伎役者の二代目市川猿翁（本名は喜熨斗政彦）であるが、両親は1968年に離婚し、母に育てられた。「香川」は母の姓である。 東京都で育つ。暁星学園そして東京大学に進学し、1988年に東京大学文学部社会心理学科を卒業。
卒業後は俳優志望でなくTBSテレビ緑山スタジオ・シティにてアシスタントディレクターとして仕事していた。先輩からは連日怒られ通しだったが、後輩に対しては「強い者に弱く弱い者に強い、でかい顔」をして横柄に弁当の配り方などを教えており、その一人が後に映画監督となった行定勲であり、監督と俳優として再会した際「きっちりと復讐された」と振り返っている。ADを辞めた後は、親が俳優だったことや他にやりたい事もなかったために「親の七光り」を利用しない手はないとの消去法で芸能界を選んだという。両親のネームバリューと「東京大学出身」という経歴に注目されていたことに対して不遜な態度を取り、批判の的となることも少なくなかった。20代の頃は何となく俳優を続けていたが『静かなるドン』の撮影時に監督を務めた鹿島勤から100回NGを出され、それ以降は真剣に演技へ向き合うようになったと語っている。
2009年に南京事件を題材にした『ジョン・ラーベ 〜南京のシンドラー〜』（原題：John Rabe）に昭和天皇の叔父・朝香宮鳩彦王役で出演。皇族としての役柄を演じる経緯や国際的な政治問題に言及するコメントが、事件の評価や発生そのものに異議を唱える国内右派を中心に物議を醸したが、他方ではこの姿勢を評価されて同年4月28日、中国北京において同映画製作を記念する「ラーベ平和賞」の第1回受賞者にも選ばれた。
2010年3月に『劒岳 点の記』で日本アカデミー賞最優秀助演男優賞を受賞。
2011年9月27日に香川が九代目市川中車を襲名して歌舞伎俳優に進出し、2012年6月に催される「六月大歌舞伎」に出演することが発表された。市川中車の名跡の屋号は八代目まで立花屋だったが、香川は猿之助の屋号と同じ澤瀉屋を名乗る。歌舞伎俳優は襲名制のため、本名で活動することは認められていないが、香川については過去の経歴や事情、本名名義での知名度が高いなどの諸般の都合を考慮し、特例で香川照之の名で引き続き芸能活動を行うことが許され、俳優・タレントと歌舞伎役者で2つの名前を使い分けることとされた。歌舞伎の家に生まれたことで「猿之助の名前は140年続く。政明という長男がいて、この船に乗らないわけにはいかない」との思いを強くしたと語っている。
2013年放送の『半沢直樹』では主人公の宿敵である大和田暁（大和田常務）を演じ、最終回の土下座シーンを安田大サーカスの団長安田がモノマネ芸として披露したのを見て留守番電話で「バンバンやってください」と自ら公認し、その後も団長に対して「土下座のタメが浅い。もっと粘れ！」と熱演指導も行っている。原作者である池井戸潤は香川が演じる大和田について「アドリブは抜群であり、原作には登場しないキャラクターなので、自由に存在感を発揮してドラマを盛り上げてくれるのは、とてもいいと思う」と語っている。
2020年実施の340人投票参加の「悪役が上手な俳優ランキング」では2位を獲得した。
2021年TBS系情報番組『THE TIME，（ザ タイム）』（月～金曜午前5時20分）に10月1日の初日から安住紳一郎アナウンサー（月曜日~木曜日）と香川（金曜日）が司会を務めたが、香川は不祥事（後述）により2022年9月1日に降板が発表された。

## 人物
- 特技はフランス語であり[25]、ホリプロ会長兼社長の堀義貴は香川について「『女優・浜木綿子の息子』としても有名だったが、頭脳明晰でフランス語も原書で読んでいた」と語っている[26]。
- NHKスペシャルドラマ『坂の上の雲』の出演に臨み、結核と脊椎カリエスに冒された正岡子規役を演じるため、食事制限やランニングなどで5か月間で15kg以上減量した[27]。
- 熱狂的なボクシングファンとして知られ[28]、国内はもちろん海外の試合のビデオや専門誌をも通信販売で購入して研究するほどのマニアである。ボクシング中継のテレビ解説者としても活動する[29]。WOWOWのボクシング番組『エキサイトマッチスペシャル』にゲスト解説者として出演した際にはその豊富な知識に、解説のジョー小泉や浜田剛史ですら、番組内で舌を巻き感心するほどだった。ボクシングライターとして活躍する原功氏は「WOWOWの世界戦中継の収録スタジオで香川君と一緒だったことがありますが、番組全体のバランスを見渡しながら、自分に求められている役割を見事に果たしていましたよ」と評価した。無名時代から『ボクシング・マガジン』（ベースボール・マガジン社）で「香川照之の熱病的思考法」を連載していた。1回目では、「ガードを固め、テクニックがないのにがむしゃらに前進するファイターが賞賛される日本のボクシングは遅れている」と、当時の日本のプロ・ボクシング界の技術レベルを厳しく批評している。好きなボクサーはウイルフレド・ゴメス。プエルトリカン・ボクサーが好みである香川は、1990年代、ウェルター級、スーパーウェルター級、ミドル級の3階級を制覇したフェリックス・トリニダードの活躍を大いに喜び、1ページを割いて絶賛したこともあった。玄人受けする人気のコラムで長期連載となったが、最後はネタ探しに苦しみ、それも限界のため、連載終了を決めた、と最終回で述べている。 元プロボクサーの西岡利晃と親交が深く、西岡が引退後に解説を務めるフジテレビ『ダイヤモンドグローブスペシャル』にもゲスト解説として出演した[30]。
- 昆虫の愛好家であり、2018年8月に公式ツイッターを開始し、アイコン画像は「カマキリ先生」の着ぐるみ姿となっている[31]。2018年には昆虫のイラスト入り子供服「Insect Collection」のインターネット通販や、香川と交流するオンラインサロンなどの事業を手掛ける会社を設立した[32]。こうした昆虫に対する認知度向上の貢献への感謝の意から、2018年に新属新種として記載されたアミメカゲロウ目トガマムシ科の昆虫化石（琥珀化石、和名クジコハクトガマムシ）の学名には、香川に献名された「クジベローサ・テルユキイ（Kujiberotha teruyukii）」と命名されている[33][34]。2019年6月に幼児向け教育・音楽番組『おかあさんといっしょ』（Eテレ）の月の歌『はらぺこカマキリ』の作詞を「カマキリ先生」名義で発表している[35]。2020年に昆虫をキャラクターにした自然教育絵本シリーズ『INSECT LAND（インセクトランド）』を講談社より出版（作：香川照之、絵：ロマン・トマ）[36]。2020年9月に昆虫と草花をモチーフとしたアパレルブランド「Insect Garden（インセクトガーデン）」を発表した[37]。2024年11月11日、「Insect Garden」を展開していた会社「アランチヲネ」の代表及びプロデューサーから退任。今後はアンバサダーのひとりとしてブランドの発展に関わっていくと発表した[38]。

## 家族・親族
- 1歳時に父・二代目猿翁（旧名・三代目猿之助）が家から離れ、3歳時の両親離婚以来、父との関わりは完全に絶たれていた。大学卒業後に俳優デビューしたのを機に、1991年2月に思い立って初めて公演先の父に会いに行く。しかし猿翁は「私はあなたのお母さんと別れた時から、自らの分野と価値を確立していく確固たる生き方を具現させました。すなわち私が家庭と訣別した瞬間から、私は蘇生したのです。だから、今の私とあなたとは何の関わりもない。あなたは息子ではありません。したがって私はあなたの父でもない」「あなたとは今後、二度と会うことはありません」と完全に拒絶の意志を伝える。それ以降、香川は父に会うことはなかったが[39][40]、父の後妻である初代藤間紫の取り計らいにより和解（藤間が2009年に逝去した際には親族として参列している）。
父子関係が修復し、2011年9月の合同襲名会見時には父と共に8年ぶりに公の場で姿を現し、同年春より父と共に3世代で同居していることを明かしたが[17][41]、その後に同居は解消し、二代目猿翁はパートナーの女性や弟子らと共に香川宅近くのマンションに転居した[42]。これまで映像作品を中心に活動してきた香川にとって歌舞伎への挑戦は困難であったが、稽古のなか猿翁に「もっと突っ込め」とアドバイスを受け、100％以上の気持ちを入れた演技を目指す点において父親と考えは同じであったことを確認した瞬間であったという[43]。なお、2013年には『NHKスペシャル』で「父と子 市川猿翁・香川照之」が放送され、猿翁は前述の香川と会うことを拒絶し、突き放した真意を明かし「生きるも死ぬも身一つで、僕はあえて一人でやってきました。だから、照之も役者の道を貫きたいと思うなら私の事を父と思うな、何ものにも耐えうる独立自尊の精神でいきなさいと。僕としてはごく当然のことを言ったつもりなのですよ」と話している[44]。
- 1995年に結婚したが[45]2016年12月14日に2年間の別居の末に配偶者と離婚したことが報じられた[46]。2004年に誕生した長男の政明は2012年6月の「六月大歌舞伎」で父子揃って歌舞伎界にデビューし、五代目市川團子を襲名している[47]。配偶者は歌舞伎役者の妻の仕事を学ばなくてはならず、また長男が舞台に出演する時は1ヶ月間はずっと学校を早退させ続けることになり、その手続きも1ヶ月前までにはしなくてはならなかったことで学校との軋轢が生まれた[48]。香川父子の歌舞伎デビュー以来、両親ともに長男中心の生活となったことは長女の精神状態にも悪影響を与えた[49][50]。長女は赤ちゃん返りを起こし、歌舞伎のメイクのために眉をそっている香川を怖がって近づかなくなった[49][50]。夫人は長女に付きっきりになり、香川父子との間に亀裂が生じ、歌舞伎界で夫人の後ろ盾になってくれる人物も側にいないことから精神的に疲弊してしまった[49][50]。そのために劇場のロビーに姿を見せなくなり、香川の母親の浜木綿子が後援会や贔屓筋に挨拶をするようになっていたという[51]。
- 2023年8月7日、デイリー新潮のweb報道[52]を受け、同日、2022年に20代後半の一般女性と再婚し男児が誕生していた事実を認め、所属事務所ロータス・ルーツよりマスコミ各社を通じて書面にて発表した[53]。これにより香川は二男一女の父親となった。
- 従弟である二代目市川亀治郎は『風林火山』はテレビドラマ初出演であり「（香川が）大河ドラマのスタッフさんを知ってるから、1日付いてくれて各部署に頭を下げてくれた」と感謝している[54]。

- 高祖父：二代目市川段四郎
- 曾祖父：初代市川猿翁
- 曽祖叔父：八代目市川中車
- 祖父：三代目市川段四郎
- 祖母：高杉早苗
- 父：二代目市川猿翁
- 母：浜木綿子
- 叔母：市川靖子
- 長男：五代目市川團子
- 叔父：四代目市川段四郎
- 従弟：四代目市川猿之助

|              |              |              |              |              |              |  |  |            |            |            |            | 二代目段四郎 |            |  |  |              |              |              |              |              |              |  |  |            |            |            |            |                         |                         |                         |                         |                         |                         |          |          |          |          |  |  |  |  |  |  |  |  |  |  |  |  |  |  |
|              |              |              |              |              |              |  |  |            |            |            |            |              |            |  |  |              |              |              |              |              |              |  |  |            |            |            |            |                         |                         |                         |                         |                         |                         |          |          |          |          |  |  |  |  |  |  |  |  |  |  |  |  |  |  |
|              |              |              |              |              |              |  |  |            |            |            |            |              |            |  |  |              |              |              |              |              |              |  |  |            |            |            |            |                         |                         |                         |                         |                         |                         |          |          |          |          |  |  |  |  |  |  |  |  |  |  |  |  |  |  |
|              |              |              |              |              |              |  |  | 八代目中車 | 八代目中車 | 八代目中車 | 八代目中車 | 八代目中車   | 八代目中車 |  |  | 初代猿翁     | 初代猿翁     | 初代猿翁     | 初代猿翁     | 初代猿翁     | 初代猿翁     |  |  |            |            |            |            |                         |                         |                         |                         |                         |                         |          |          |          |          |  |  |  |  |  |  |  |  |  |  |  |  |  |  |
|              |              |              |              |              |              |  |  | 八代目中車 | 八代目中車 | 八代目中車 | 八代目中車 | 八代目中車   | 八代目中車 |  |  | 初代猿翁     | 初代猿翁     | 初代猿翁     | 初代猿翁     | 初代猿翁     | 初代猿翁     |  |  |            |            |            |            |                         |                         |                         |                         |                         |                         |          |          |          |          |  |  |  |  |  |  |  |  |  |  |  |  |  |  |
|              |              |              |              |              |              |  |  | 高杉早苗   | 高杉早苗   | 高杉早苗   | 高杉早苗   | 高杉早苗     | 高杉早苗   |  |  | 三代目段四郎 | 三代目段四郎 | 三代目段四郎 | 三代目段四郎 | 三代目段四郎 | 三代目段四郎 |  |  |            |            |            |            |                         |                         |                         |                         |                         |                         |          |          |          |          |  |  |  |  |  |  |  |  |  |  |  |  |  |  |
|              |              |              |              |              |              |  |  | 高杉早苗   | 高杉早苗   | 高杉早苗   | 高杉早苗   | 高杉早苗     | 高杉早苗   |  |  | 三代目段四郎 | 三代目段四郎 | 三代目段四郎 | 三代目段四郎 | 三代目段四郎 | 三代目段四郎 |  |  |            |            |            |            |                         |                         |                         |                         |                         |                         |          |          |          |          |  |  |  |  |  |  |  |  |  |  |  |  |  |  |
|              |              |              |              |              |              |  |  |            |            |            |            |              |            |  |  |              |              |              |              |              |              |  |  |            |            |            |            |                         |                         |                         |                         |                         |                         |          |          |          |          |  |  |  |  |  |  |  |  |  |  |  |  |  |  |
|              |              |              |              |              |              |  |  |            |            |            |            |              |            |  |  |              |              |              |              |              |              |  |  |            |            |            |            |                         |                         |                         |                         |                         |                         |          |          |          |          |  |  |  |  |  |  |  |  |  |  |  |  |  |  |
| 四代目段四郎 | 四代目段四郎 | 四代目段四郎 | 四代目段四郎 | 四代目段四郎 | 四代目段四郎 |  |  | 市川靖子   | 市川靖子   | 市川靖子   | 市川靖子   | 市川靖子     | 市川靖子   |  |  | 藤間紫       | 藤間紫       | 藤間紫       | 藤間紫       | 藤間紫       | 藤間紫       |  |  | 二代目猿翁 | 二代目猿翁 | 二代目猿翁 | 二代目猿翁 | 二代目猿翁              | 二代目猿翁              |                         |                         | 浜木綿子                | 浜木綿子                | 浜木綿子 | 浜木綿子 | 浜木綿子 | 浜木綿子 |  |  |  |  |  |  |  |  |  |  |  |  |  |  |
| 四代目段四郎 | 四代目段四郎 | 四代目段四郎 | 四代目段四郎 | 四代目段四郎 | 四代目段四郎 |  |  | 市川靖子   | 市川靖子   | 市川靖子   | 市川靖子   | 市川靖子     | 市川靖子   |  |  | 藤間紫       | 藤間紫       | 藤間紫       | 藤間紫       | 藤間紫       | 藤間紫       |  |  | 二代目猿翁 | 二代目猿翁 | 二代目猿翁 | 二代目猿翁 | 二代目猿翁              | 二代目猿翁              |                         |                         | 浜木綿子                | 浜木綿子                | 浜木綿子 | 浜木綿子 | 浜木綿子 | 浜木綿子 |  |  |  |  |  |  |  |  |  |  |  |  |  |  |
|              |              |              |              |              |              |  |  |            |            |            |            |              |            |  |  |              |              |              |              |              |              |  |  |            |            |            |            |                         |                         |                         |                         |                         |                         |          |          |          |          |  |  |  |  |  |  |  |  |  |  |  |  |  |  |
| 四代目猿之助 | 四代目猿之助 | 四代目猿之助 | 四代目猿之助 | 四代目猿之助 | 四代目猿之助 |  |  |            |            |            |            |              |            |  |  |              |              |              |              |              |              |  |  |            |            |            |            | 香川照之 （九代目中車） | 香川照之 （九代目中車） | 香川照之 （九代目中車） | 香川照之 （九代目中車） | 香川照之 （九代目中車） | 香川照之 （九代目中車） |          |          |          |          |  |  |  |  |  |  |  |  |  |  |  |  |  |  |
| 四代目猿之助 | 四代目猿之助 | 四代目猿之助 | 四代目猿之助 | 四代目猿之助 | 四代目猿之助 |  |  |            |            |            |            |              |            |  |  |              |              |              |              |              |              |  |  |            |            |            |            | 香川照之 （九代目中車） | 香川照之 （九代目中車） | 香川照之 （九代目中車） | 香川照之 （九代目中車） | 香川照之 （九代目中車） | 香川照之 （九代目中車） |          |          |          |          |  |  |  |  |  |  |  |  |  |  |  |  |  |  |
|              |              |              |              |              |              |  |  |            |            |            |            |              |            |  |  |              |              |              |              |              |              |  |  |            |            |            |            | 五代目團子              |                         |                         |                         |                         |                         |          |          |          |          |  |  |  |  |  |  |  |  |  |  |  |  |  |  |

## 不祥事

### 週刊新潮が報じた銀座クラブでのセクハラや暴行
- 2022年8月24日、週刊新潮電子版の「デイリー新潮」が、2019年7月に東京都中央区銀座の会員制クラブでの香川の行為をきっかけにホステスがPTSDを発症したとする記事を配信した[55]。被害を受けたホステスは翌年の2020年5月に「香川の暴走を止めなかった」などの理由で、クラブのママに対して損害賠償の請求訴訟を起こした[55]。その訴状によると「訴外香川の隣にいた子が席を外したため、その席に原告が移動したところ、突然、訴外香川は、原告の服の中に手を入れ、ブラジャーを無理やり剥ぎ取った。剥ぎ取られたブラジャーは、被告（注：ママ）及び同行の客3名に次々と渡され、全員がその匂いを嗅ぎ、いろいろと卑猥なことを申し述べた」「そして、訴外香川は原告にキスをして、服の中に強引に手を入れ、原告の乳房を直になでまわしたり揉んだりして弄んだ」という[55]。その場に居合わせた他のホステスによると、香川は来店当初はそれほど酔っておらず、陽気に盛り上げ役に徹していたという[56][57]。しかし徐々に様子がおかしくなり、ホステスのドレスに手を突っ込んでワキを触り、匂いを嗅ぐなどの行為に及び、エスカレートしていった結果、原告をターゲットにした上記の行為を行ったと証言した[56][57]。
- 8月31日に週刊新潮は続報を報道し[58]、事件同日に香川がママの髪を掴んでいる暴行写真を掲載した[58]。
- なお、ママの髪を掴んでいる写真については、同年12月27日に週刊新潮およびデイリー新潮が報じたママの告白記事の中で、うなじや脇の匂いを嗅いでいる続きの写真を公開した[59][60]。
  - 同記事でママは、報道された内容はおおむね事実だが、ホステスがママを訴えた訴状に記載された自分と同席の客3名の行為の有無については見解が異なり、ホステスもママの見解を受け入れたとした（訴訟は取下げ済）[59][60]。
  - ママは報道後、直接香川に自分への謝罪を求めたが、ママに対しては加害ではないとして謝罪拒否されたことを明かし、香川サイドから届いた文書を公開した[59][60]。

### その他の酒乱・加害
- 複数の関係者が香川の酒乱癖について言及しており、元々香川自身の評判自体が悪く、入店を断られている店が多いという[61]。
  - また、香川は歌舞伎役者がよく出入りしている老舗のクラブにも通っていたとされており、失禁騒ぎを起こして出禁になったという[61]。
- 2022年8月31日に週刊文春が香川に関するドラマ制作関係者の告発記事を報道し、2018年1月期に放送された日曜劇場『99.9-刑事専門弁護士-』(TBS系)シーズン2制作関係者との懇親会の中で、香川が女性スタッフの頭部を殴打していたと報道した[62]。周囲に制止された香川は「俺もいっぱいいっぱいなんだよ」と言って、その場で女性スタッフに詫びたという[62]。
  - また、香川が元マネージャーに対し、執拗に細かい指示や常習的な説教を行なったことにより、元マネージャーが精神を病み、事務所に出社できなくなった[62]。未払いの給与もあったが、元マネージャーが弁護士に法的措置の相談をしたために、事務所は未払い分を支払ったという[62]。結果的に2022年4月に元マネージャーは事務所を退職した[62]。

### 詫び
- 2022年8月24日の報道後、25日に香川の所属事務所であるロータス・ルーツがコメントを発表した[63]「本人の至らなさで当該女性に不快の念を与えてしまったことは事実です。ご指摘いただいたことを本人は深く反省し、今現在も自らの戒めとしております」「香川本人が訴訟の対象者ではないこと、現時点では取り下げられていること、また、何よりお相手の方のお気持ちを尊重し、大変申し訳ございませんが、(香川本人の)コメントは差し控えさせていただきます」「全ては本人の不徳の致すところであり、この度の報道で再びお相手の方に不快な思いをさせてしまうことは、痛恨の極みです」とした[64]。
- 8月26日に香川は自身が金曜日司会を担当する『THE TIME,』に生出演し、冒頭で視聴者や仕事の関係者に詫びた[65]。司会降板決定後の9月2日の放送でも代役の安住紳一郎と江藤愛の紹介の下、映像の形で改めて詫びた[66]。

### 影響
- 2022年9月1日に香川のスポンサー企業のひとつであるトヨタ自動車は、香川が編集長を務める自社メディア「トヨタイムズ」について来年以降の契約を更新しない方針を発表し[67]、香川が出演する広告の放映も停止した。トヨタ自動車は「謝罪し、示談も済んでいると聞いているが、行為は事実で、世間の反応をみても全く理解されることではない」と発表した[67][68][69]。
- 2022年9月1日には『THE TIME,』の降板と[24]、セゾン自動車火災保険、東洋水産、アリナミン製薬で香川が出演する広告の放送中止とネット広告取り下げが発表された[70]。9月2日には香川原作の『インセクトランド』の同年9月5日以降の放送中止と『香川照之の昆虫すごいぜ!』の過去放送回のネット配信中止、サントリーとオプテージの香川が出演する広告の放送中止などが発表された[71]。次々と降板が続いたことからドミノ倒しに例えられた[72][73]。同年9月8日、『アトムの童』の降板も明らかになった[74]。CMに出演していた各社のうち契約の打ち切りを発表していなかったKINCHOについては、香川との契約を更新せず、2023年現在は同社のCM一覧からも香川のCMが削除されている[70]。

### 復帰
- 2022年12月6日、13代目市川團十郎白猿襲名披露の歌舞伎座「十二月大歌舞伎」の昼の部「鞘當」に市川中車として出演し、俳優復帰した[75]。
- 2023年8月25日、当時自身が代表取締役を務めていた（2024年に退任）「ARANCIONE」の公式サイトで声明を発表し、今後は「歌舞伎」と「昆虫」の活動に注力していくと決意表明した[76]。また、同日にXを1年ぶりに更新した。
- 2024年10月12日、BSフジ『KOKOROTOTONOU』で蒼井優と共演。番組中で断酒していることをほのめかした[77]。
- 2025年4月6日から放送の『連続ドラマW 災』（WOWOW）に主演し、3年ぶりのドラマ出演を果たした[78]。

## 出演

### テレビドラマ
- 東芝日曜劇場（TBS）
  - 空き部屋（1988年7月3日）
  - 麻里 et パリ（1989年7月9日）
  - 女のときめき -染色-より（1989年11月12日）
- 事件の女たち「プライバシー殺人事件」（1988年8月29日、テレビ東京「月曜・女のサスペンス」）
- 妻たちの鹿鳴館（1988年10月8日、TBS「ドラマ特別企画」） - 坂本雄作
- 火曜サスペンス劇場（日本テレビ）
  - 雨月荘殺人事件（1988年10月18日、東映） - 佐川明
  - 新春時代劇ミステリー「大奥殺人事件」（1989年1月3日、東映） - 杉本新五郎
  - 火刑都市（1989年4月18日） - 小谷刑事
  - 顔のない告発者（1990年9月4日）
  - 濡れぎぬ（1991年4月23日）
  - 六月の花嫁「殺人の債権」（1993年6月15日、プロジェクト・エー）
- 金太十番勝負!（1988年10月20日 − 12月22日、フジテレビ） − 麻布十番青年団員
- 大河ドラマ（NHK総合）
  - 春日局（1989年） - 小早川秀秋
  - 八代将軍吉宗（1995年） - 松平武元
  - 葵 徳川三代（2000年） - 宇喜多秀家
  - 利家とまつ〜加賀百万石物語〜（2002年） - 豊臣秀吉
  - 功名が辻（2006年） - 六平太
  - 龍馬伝（2010年） - 岩崎弥太郎、ナレーション
- 坂本龍馬（1989年3月31日、TBS「大型時代劇特別企画」） - 近藤長次郎
- 鬼平犯科帳 第1・2シリーズ（1989年 - 1990年、フジテレビ） - 小柳安五郎
- 華麗なる追跡 THE CHASER（1989年10月7日、日本テレビ） - 中井俊平
- 勝手にしやがれヘイ!ブラザー 第9話（1989年12月8日、日本テレビ） - マコト
- 青春大河ドラマ 野望の国 嵐の章（1989年10月 - 12月、日本テレビ）
- はやぶさ新八御用帳 大奥の恋人 （1990年4月1日、日本テレビ「本格時代劇スペシャル」） - 金吾
- 土曜グランド劇場（日本テレビ）
  - お父さん（1990年）
  - 助教授一色麗子 法医学教室の女（1991年7月 - 9月） - 松岡中
- 渡る世間は鬼ばかり（1990年 - 1991年、TBS） - 遠山昌之
- 現代推理サスペンス「雪の降る夜」（1991年1月28日、関西テレビ） - 安川
- 映画みたいな恋したい「48時間」（1991年3月9日、テレビ東京） - 主演
- 土曜ワイド劇場（テレビ朝日）
  - キャンパス迷路殺人事件（1991年6月1日） - 黒岩信吾
  - 出しゃばり看板娘の推理（1991年8月3日） - 浜田哲
- はぐれ刑事純情派（テレビ朝日）
  - 第2シリーズ第20話（1989年） - 宮本晃
  - 第4シリーズ第5話（1991年） - 町田武
- 世にも奇妙な物語（フジテレビ）
  - ともだち（1991年6月13日） - 三村友康
  - 春の特別編「マンホール」（2002年3月27日） - 主演・添島照男
  - 20周年スペシャル・秋 〜人気作家競演編〜「燔祭」（2010年10月4日） - 多田一樹
- 源氏物語 上の巻・下の巻（1991年、TBS「橋田壽賀子スペシャル」） - 惟光
- 連続テレビ小説（NHK総合）
  - おんなは度胸（1992年） - 坂田啓介
  - 天花（2004年） - 佐藤信夫
- ドラマ新銀河（NHK総合）
  - 親子は他人の始まり（1993年）
  - 赤ちゃんが来た（1994年） - 遠藤耕平
- 遥かなる八月の詩（1992年8月29日、群馬テレビ） - 大渡一郎太
- 土曜ドラマ（NHK総合）
  - 新十津川物語（1992年） - 中崎豊彦 役
  - 私が愛したウルトラセブン（1993年2月13日・20日） - 石川新一
  - 黄昏の甘い恋歌（1994年9月17日） - 松永俊男
  - 新宿鮫 無間人形（1995年4月9日 - 30日） - 香川進
  - おごるな上司!（1996年）
  - 銃口・教師竜太の青春（1996年）
  - 唄を忘れたカナリヤは…（1997年）
- はやぶさ新八御用帳 第13・14話（1993年11月26日・12月3日、NHK総合「金曜時代劇」） - 万谷又蔵
- 雪（1994年1月3日、NHK総合「正月ドラマ」）- 金太郎
- 双頭の悪魔（1994年11月21日 - 26日、WOWOW） - 主演・江神二郎
- BLACK OUT Futurity 4（1995年11月18日・25日、テレビ朝日）
- 東京卒業  (1996年12月23日、TBS）
- バカヤロー!1999 ニッポン人の怒り爆裂 ストレス解消3連発 第1話「小銭がなくて何が悪い!」（1999年9月26日、日本テレビ） - バスの運転手[79]
- 坊さんが、ゆく（1999年、NHK BS hiアナログ「ハイビジョンドラマスペシャル」）
- ある日、嵐のように（2001年4月 - 6月、NHK総合「月曜ドラマシリーズ」） - 段田
- 私立探偵 濱マイク 第1話（2002年7月1日、日本テレビ） - 小金井大介
- マルサ!!東京国税局査察部（2003年4月 - 6月、関西テレビ） - 財津一臣
- 彼女が死んじゃった。（2004年1月 - 3月、日本テレビ） - 吉川良夫
- 救命病棟24時 第3シリーズ（2005年1月 - 3月、フジテレビ） - 黒木春正
- 連続ドラマW（WOWOW）
  - 対岸の彼女（2006年1月15日） - 楢橋文雄
  - 三谷幸喜『大空港2013』（2013年12月29日） - 田野倉守男
  - 贖罪 最終話（2012年2月5日） - 青木弘章
  - 災（2025年4月6日 - 5月11日） - 主演・あの男[78]
- アンフェア（2006年、関西テレビ） - 佐藤和夫
  - アンフェア the special「コード・ブレーキング〜暗号解読」（2006年、関西テレビ） - 佐藤和夫
- 役者魂!（2006年10月 - 12月、フジテレビ） - 柳沢光春
- 土曜プレミアム（フジテレビ）
  - 島根の弁護士（2007年7月14日） - 秋田良市
  - 再会（2012年12月8日） - 佐久間直人
  - モンタージュ 三億円事件奇譚（2016年6月25日・26日） - 東海林明[80]
- 鬼太郎が見た玉砕〜水木しげるの戦争〜（2007年8月12日、NHK総合「NHKスペシャル」） - 主演・丸山二等兵、水木しげる
- 日曜劇場（TBS）
  - MR.BRAIN（2009年5月 - 7月） - 丹原朋実
  - 新参者 第一章（2010年4月18日、TBS） - 田倉慎一
  - 南極大陸（2011年10月 - 12月） - 星野英太郎
  - 半沢直樹 - 大和田暁
    - 2013年版（2013年7月7日 - 9月22日）
    - 2020年版（2020年7月19日 - 9月27日）[81]

  - ルーズヴェルト・ゲーム （2014年4月 - 6月） - 諸田清文（地上波初放送時はノンクレジット）
  - 流星ワゴン（2015年1月 - 3月） - 主演・永田忠雄（西島秀俊とダブル主演）[82]
  - 小さな巨人（2017年4月16日 - 6月18日、TBS） - 小野田義信[83]
  - 集団左遷!!（2019年4月 - 6月、TBS） - 真山徹[84][85]
  - 日本沈没-希望のひと-（2021年10月 - 12月） - 田所雄介 役[86]
- 坂の上の雲（2009年 - 2011年、NHK総合） - 正岡子規
- Wの悲劇（2010年1月11日、TBS「夏樹静子・作家40周年記念サスペンス特別企画」） - 真崎鐘平
- 外交官 黒田康作（2011年1月 - 3月、フジテレビ「木曜劇場」） - 霜村毅
- ダブルフェイス（TBS・WOWOW） - 高山亮介
  - ダブルフェイス 潜入捜査編（2012年10月15日、TBS「月曜ゴールデン特別企画」）
  - ダブルフェイス 偽装警察編（2012年10月27日、WOWOW） - 主演
- PRICELESS〜あるわけねぇだろ、んなもん!〜 第6・7話、最終話（2012年11月 - 12月、フジテレビ） - 能見実
- 宮本武蔵（2014年3月15日・16日、テレビ朝日開局55周年記念ドラマスペシャル） - 沢庵
- LEADERS リーダーズ（2014年3月22・23日、TBS） - 山梨良夫
- MOZU - 大杉良太
  - Season1〜百舌の叫ぶ夜〜（2014年4月 - 6月、TBS「木曜ドラマ劇場」）
  - Season2〜幻の翼〜（2014年6月 - 7月、WOWOW「ドラマW」 / 10月 - 11月、TBS「木曜ドラマ劇場」）[87]
  - スピンオフドラマ『大杉探偵事務所』 - 主演[注 3]
    - 美しき標的編（2015年11月2日、TBS / 11月8日、WOWOW）
    - 砕かれた過去編（2015年11月15日、WOWOW / 12月14日、TBS）
- 木曜ドラマ（テレビ朝日）
  - アイムホーム 第1話（2015年4月16日） - 竹田雅夫
  - 六本木クラス（2022年7月7日 - 9月29日） - 長屋茂 役[88][89]
- TBS年末スペシャルドラマ『赤めだか』（2015年12月28日、TBS） - 立川志の輔[90]
- 99.9-刑事専門弁護士-（TBS） - 佐田篤弘
  - SEASON I（2016年4月17日 - 6月19日）[91]
  - SEASON II（2018年1月14日 - 3月18日）[92][93]
  - 完全新作SP新たな出会い篇 〜映画公開前夜祭〜（2021年12月29日）[94]
- 百合子さんの絵本 〜陸軍武官・小野寺夫婦の戦争〜（2016年7月30日、NHK総合「終戦スペシャルドラマ」） - 主演・小野寺信[95]
- スニッファー 嗅覚捜査官（2016年10月 - 12月、NHK総合） - 小向達郎[96]
  - スニッファー 嗅覚捜査官 スペシャル（2018年3月21日、NHK総合） - 小向達郎
- 君に捧げるエンブレム（2017年1月3日、フジテレビ「新春ドラマスペシャル」） - 福本廣太郎
- 新しい王様 Season1（2019年1月8日 - 1月17日、TBS） - 越中勲[97]
- 名探偵・明智小五郎（2019年3月30日・31日、テレビ朝日） - 浪越健次朗[98]
- 最後のオンナ（2020年1月6日、テレビ東京開局55周年特別企画 新春ドラマスペシャル） - 皆川大介[99][100]
- 当確師（2020年12月27日、テレビ朝日） - 主演・聖達磨[101]

### 映画
- 六本木バナナ・ボーイズ（1989年）
- きんぴら（1990年） - 芦田忠男
- 代打教師 秋葉、真剣です!（1991年） - DJ・五郎
- 今日から俺は!!（1994年） - 小野先生
- 病院なんか怖くない。ボクが病気になった理由(わけ)2 （1994年） - 主演・砂山岩男
- RAMPO 奥山監督版（1994年） - 横溝正史
  - RAMPO 黛監督版（1994年） - 横溝正史
- なにわ忠臣蔵（1997年） - 天野
- 蛇の道（1998年） - 宮下辰雄
- 犬、走る DOG RACE（1998年） - 佐久間
- 静かなるドン THE MOVIE（2000年） - 主演・近藤静也
- 独立少年合唱団（2000年） - 清野省三
- スリ（2000年） - 鴨井
- 竜二Forever（2002年） - 田中豊
- 鬼が来た!（原題：鬼子來了! guizi laile!、2002年） - 花屋小三郎
- KT（2002年） - 佐竹春男
- OUT（2002年） - 十文字彬
- tokyo.sora（2002年） - 美大生を面接するファミレスの店長
- 刑務所の中（2002年） - 伊笠
- 美しい夏キリシマ（2003年） - 豊島一等兵
- 故郷の香り（原題：暖 nuan、2003年） - ヤーバ
- 嗤う伊右衛門（2004年） - 御行の又市
- 赤い月（2004年） - 森田勇太郎
- ホテル ビーナス（2004年） - ドクター
- クイール（2004年） - 仁井勇
- 天国の本屋〜恋火（2004年） - 瀧本
- 北の零年（2005年） - 持田倉蔵
- フリック（2005年） - 主演・村田一夫
- 鉄人28号（2005年） - 宅見零児
- 誰がために（2005年）
- オボエテイル 第3話「緋い記憶」（2005年、2011年1月公開） - 主演・山野良彦
- 明日の記憶（2006年） - 河村篤志
- 雪に願うこと（2006年） - 小笠原
- 嫌われ松子の一生（2006年） - 川尻紀夫
- 花よりもなほ（2006年） - 平野次郎左衛門
- ゆれる（2006年） - 早川稔
- 出口のない海（2006年） - 鹿島艦長
- コワイ女「鋼-はがね-」（2006年） - 高橋鉄
- 気仙沼伝説（2006年）
- 14歳（2007年）- 小林真
- キサラギ（2007年） - イチゴ娘
- 憑神（2007年） - 甚平
- HERO（2007年） - 黛雄作
- スキヤキ・ウエスタン ジャンゴ（2007年） - 保安官
- ザ・マジックアワー（2008年） - 江洞潤
- 闘茶〜Tea Fight〜（2008年） - 主演・八木圭
- TOKYO!『シェイキング東京』（2008年） - 主演・男
- 20世紀少年 - ヨシツネ（皆本剛）
  - 20世紀少年 <第1章> 終わりの始まり（2008年）
  - 20世紀少年 <第2章> 最後の希望（2009年）
  - 20世紀少年 <最終章> ぼくらの旗（2009年）
- ヤーチャイカ（2008年） - 主演・正午
- トウキョウソナタ（2008年） - 主演・佐々木竜平
- ディア・ドクター（2009年） - 斎門正芳
- ジョン・ラーベ 〜南京のシンドラー〜（2009年、中国・ドイツ・フランス合作） - 朝香宮鳩彦王
- 劒岳 点の記（2009年）- 宇治長次郎
- カイジ 人生逆転ゲーム（2009年） - 利根川幸雄
- 沈まぬ太陽（2009年） - 八木和夫
- SOUL RED 松田優作（2009年） ※『華麗なる追跡 THE CHASER』共演時のエピソードなどをコメント
- スノープリンス 禁じられた恋のメロディ（2009年） - 有馬政光
- ゴールデンスランバー（2010年） - 佐々木一太郎
- 春との旅（2010年） - 津田真一
- SP THE MOTION PICTURE 野望編（2010年） - 与党幹事長・伊達國雄
  - SP THE MOTION PICTURE 革命編（2011年） - 与党幹事長 伊達國雄
- あしたのジョー（2011年） - 丹下段平
- アンフェア the answer（2011年） - 佐藤和夫
- ラビット・ホラー3D（2011年） - 今里公平
- カイジ2 人生奪回ゲーム（2011年） - 利根川幸雄
- 聯合艦隊司令長官 山本五十六（2011年） - 宗像景清[102]
- るろうに剣心（2012年） - 武田観柳
- 映画 ひみつのアッコちゃん（2012年） - 鏡の精
- 夢売るふたり（2012年） - 外ノ池俊作/明浩
- 鍵泥棒のメソッド（2012年） - コンドウ / 山崎信一郎
- 任侠ヘルパー（2012年） - 八代照生
- シネマ歌舞伎「スーパー歌舞伎 ヤマトタケル」（2013年） - 帝
- 劇場版 MOZU（2015年） - 大杉良太
- クリーピー 偽りの隣人（2016年6月18日） - 西野[103]
- 祈りの幕が下りる時（2018年） - 田倉慎一 ※カメオ出演
- 七つの会議（2019年） - 北川誠[104]
- バケモン（2021年7月2日） - ナレーション ※笑福亭鶴瓶を撮ったドキュメンタリー映画
- 99.9-刑事専門弁護士-THE MOVIE（2021年12月30日、松竹） - 佐田篤弘 役[105][106]
- 宮松と山下（2022年11月） - 主演・宮松 役[107]
- 災 劇場版（2026年公開予定） - 主演・あの男[108]

### オリジナルビデオ
- 静かなるドン 1 - 12（1991年 - 2001年） - 主演・近藤静也
- 今日から俺は!!（1993年 - 1995年） - 小野先生
- ブラック・ジャック（1996年） - 辰巳久秀
- 詐話師 STING（1997年） - 主演・伊達俊介

### 舞台
- 桜の園（2003年、Bunkamuraシアターコクーン 他、演出：蜷川幸雄）
- 妻をめとらば〜晶子と鉄幹〜（2006年、明治座 他） - 主演・与謝野鉄幹 役
- フール・フォア・ラブ（2007年、PARCO劇場 他、作：サム・シェパード、演出：行定勲） - エディ 役 ※4人芝居
- 7Days Judgement -死神の精度-（2009年、シアタートラム） - 主演・千葉 役
- ぼくに炎の戦車を（2012年、赤坂ACTシアター 他）

### テレビアニメ
- 名探偵コナン 江戸川コナン失踪事件 〜史上最悪の2日間〜（2014年） - コンドウ / 山崎信一郎[109]

### 劇場アニメ
- ゲド戦記（2006年） - ウサギ[110]
- コクリコ坂から（2011年） - 徳丸理事長
- ONE PIECE FILM Z（2012年） - ビンズ
- 映画ドラえもん のび太の宇宙小戦争 2021（2022年） - ギルモア

### 吹き替え

#### 海外ドラマ
- 新・刑事コロンボ 殺意のナイトクラブ（2011年） - ジャスティン・プライス〈マシュー・リス〉 ※BDオリジナル版

#### 海外アニメ
- アズールとアスマール（英語版）（2007年） - クラプー

### テレビ番組

#### 情報番組
- THE TIME,（2021年10月1日 - 2022年8月26日、TBS） - 金曜司会[111][112][113]

#### 教養番組
- 香川照之の昆虫すごいぜ!（NHK Eテレ） - カマキリ先生[114]

- 洗心〜KOKOROTOTONOU〜（2024年10月12日、BSフジ） - 案内人

#### バラエティ・音楽
- マジカル頭脳パワー (1991年3月30日・10月12日)
- クイズなっとく歴史館（フジテレビ） - レギュラー回答者
- 第61回NHK紅白歌合戦（2010年12月31日、NHK総合・ラジオ第1） - 福山雅治のゲスト
- ぴったんこカン・カン（TBS）- 不定期出演（暁星学園OB訪問ツアー、その他）
- 東大王（TBS） - 不定期出演
- 土曜☆ブレイク「クイズ!!試験に出るニュース」（2020年10月31日、TBS） - 塾長（MC）

#### スポーツ中継
- エキサイトマッチ（WOWOW）
- FUJI BOXING（フジテレビ）

#### ドキュメンタリー
- アスリート〜すべての挑戦者に捧ぐ（テレビ東京） - ナレーション
- いのちの響（TBS）
- 四国スペシャル「龍馬 時を超える」〜発信、龍馬伝〜（2010年2月5日、NHK高知/3月11日、NHK BSプレミアム）
- 密着ドキュメント! 大リーグの審判に挑む（2010年10月4日、NHK総合） - ナレーション
- NHK番組たまご「ラストデイズ「お前は、オレになれる」松田優作×香川照之」（2010年12月22日、NHK総合） - 旅人・冠番組
- アスリートの魂「ボクシング・世界チャンピオン 井岡一翔」（2011年8月23日、NHK総合） - ナレーション
- きらり!東北の秋 平泉 よみがえる黄金都市〜奥州のグローバルシティー 全貌に迫る〜（2011年10月22日、NHK BSプレミアム） - ナビゲーター[115]
- 旅のチカラ「破壊せよ、“役者”という殻を 香川照之 北京」（2012年4月5日、NHK BSプレミアム）- 旅人
- にっぽん紀行「親族240人の“オリンピック”〜沖縄 奥武島〜」（2012年8月15日、NHK総合） - 案内人
- NHKスペシャル（NHK総合）
  - 父と子 市川猿翁・香川照之（2013年1月6日）- 冠特集
  - 攻め抜いて勝つ〜日本代表“新戦法”への挑戦〜（2014年6月7日） - ナレーション
  - 司馬遼太郎思索紀行 この国のかたち（2016年2月13日（第1集）・2月14日（第2集）） - ナビゲーター[116]
- テレビ未来遺産（TBS）
  - “いのちの輝きSP” ヒューマンサイエンス 何が奇跡を呼んだのか 生きる力…真実の記録（2013年5月22日） - スペシャルナビゲーター
  - “いのちの輝きSP” 出産&がん医療最前線 家族の決断…それでもあなたと生きたいから（2014年6月25日） - スペシャルナビゲーター
- ナポレオン 英雄の素顔 香川照之が追う!父子3代の真実（2015年1月1日、BSジャパン） - 冠番組[117]
- 吉田類 フランス大紀行〜美食と芸術を訪ねて〜（2019年3月8日・3月15日、BS-TBS） - ナレーション

### 配信番組
- ボクシングナビ～プレミアムラウンジ（Amazon Prime Video、2024年7月13日 - ） - ナビゲーター

### 広告
- サントリー
  - 鍋の季節の生ビール（1995年）
  - パーフェクトサントリービール - 堺雅人と共演
    - 「ビールに事件だ」篇（2022年1月 - 9月）[118]
    - 「圧倒的じゃないか」篇（2022年1月 - 9月）[119]
- 日本テレコム移動体通信事業本部 J-PHONE戦略本部『J-PHONE全国化』（1999年）
  - 中島哲也監督「新しい常識がやってくる」教室篇 - 黒澤優と共演
- アサヒビール 『穣三昧（みのりざんまい）』 （2003年）
- 花王 『ヘルシア 緑茶』
- 大和ハウス
- セゾン自動車火災保険 『おとなの自動車保険』（2011年 - 2022年）
- 龍角散 龍角散ののどすっきり飴（2011年） [注 4]
- 富士重工業 『インプレッサスポーツ(GP系)』(2011年)
- レベルファイブ
  - 『妖怪ウォッチ』妖怪ウォッチ2 真打・妖怪専務篇シリーズ（2014年）
  - 『妖怪ウォッチバスターズ 赤猫団/白犬隊』（2015年[120]）
- リクルート
  - 受験サプリ「受験」篇（2015年）[121]
  - SUUMO
    - 「スーモと香川さん」篇（2021年）[122]
    - 「香川さんカノンちゃんのドンピシャ物件」篇（2021年8月 - ）[123]
- 中部電力（2015年 - 2016年）
- 日本食研 焼肉のたれ 宮殿
  - 「大袈裟な男篇」（2016年4月 - 2018年）[124]
  - 「大袈裟な会議篇」（2018年4月 - 2018年）[125]
- KINCHO（2017年 - 2022年）
  - 『キンチョール』「プイーン」篇（2017年）、「兄妹」篇（2022年）
  - 『ゴキブリムエンダー』「活弁士」篇（2020年）[126]、「上を向け」篇（2021年）、「名前の理由」篇（2022年）
- ネイチャーラボ
  - 「あきらめるなよ上司」篇（2017年3月 - 2018年）[127]
  - 「あきらめるなよ他人」篇（2017年3月 - 2018年）
- 雪印メグミルク（2019年 - 2021年）
  - 恵 megumi ガセリ菌SP株ヨーグルト
    - 「ガセリ個食 驚く」篇（2019年4月 - 2020年）[128]
    - 「ガセリ個食 二面性話」篇（2019年4月 - 2020年）[128]
    - 「トクホだから?」篇（2020年4月 - 2021年）[129]

  - 恵 megumi ガセリ菌SP株ヨーグルト ドリンクタイプ
    - 「ガセリドリンク 怒りと見せかけて」篇（2019年4月 - 2021年）[128]
    - 「ガセリドリンク 感激」篇（2019年4月 - 2021年）[128]
    - 「懺悔」篇（2020年4月 - 2021年）[129]

  - 乳酸菌ヘルベヨーグルト ドリンクタイプ（2020年1月 - 2021年）[130]
- キリンビール キリン のどごしZERO「香川、感動する」編（2017年9月 - ）[131]
- ファミリーイナダ ルピナスROBO（2018年 - ）
- トヨタ自動車『トヨタイムズ』（2019年 - 2022年）
- サッポロホールディングス サッポロ 麦とホップビール
  - 「朗報篇」（2019年1月 - 2020年）[132]
  - 「実現篇」（2019年1月 - 2020年）
  - 「どこまでビールに近いんだ！篇」（2020年4月 - 9月）[133]
- 東洋水産 MARUCHAN QTTA
  - 「全力描写 リニューアル」篇（2020年9月14日  - 2022年）[134][135]
  - 「座敷」篇（2021年9月13日 - 2022年）
  - 「調理場」篇 （2022年1月5日 - 2022年）
- オプテージ eo「選ぶ理由・安定性」篇（2021年3月 - 2022年）[136]
- バンダイナムコエンターテインメント アイドルマスター シャイニーカラーズ「3周年記念CM 香川照之さんがシャニマスデビュー!?」編（2021年4月 - 7月）[137]
- アリナミン製薬 『アリナミンEXプラスα』（2021年9月 - 2022年）

### ミュージックビデオ
- 浜崎あゆみ『月に沈む』

### その他
- 国立科学博物館 特別展「昆虫」（2018年7月13日 - 10月8日） - “昆活”マイスター（オフィシャルサポーター）&音声ガイド
- 大阪市立自然史博物館 特別展「昆虫」（2019年7月13日 - 9月29日） - “昆活”マイスター（オフィシャルサポーター）&音声ガイド
- 名古屋市科学館 特別展「昆虫」（2021年7月17日 - 9月20日） - “昆活”マイスター（オフィシャルサポーター）&音声ガイド

## 歌舞伎
- 小栗栖の長兵衛 （2012年6月新橋演舞場、2013年1月松竹座、2013年3月御園座、2013年6月博多座） - 主演・百姓長兵衛 役
- スーパー歌舞伎 ヤマトタケル （2012年6月〜7月新橋演舞場、2013年6月博多座、2024年2月〜3月新橋演舞場、5月御園座、6月松竹座、10月博多座） - 帝（景行天皇） 役
- 将軍江戸を去る （2012年7月新橋演舞場） - 山岡鉄太郎 役
- 楼門五三桐 （2013年1月松竹座、3月御園座、6月博多座） - 主演・石川五右衛門 役
- ぢいさんばあさん （2013年3月御園座、12月南座） - 主演・美濃部伊織 役
- 元禄忠臣蔵 （2013年12月南座） - 富森助右衛門 役
- 夏祭浪花鑑
- 修禅寺物語
- 天守物語
- 瞼の母 - 主演・番場の忠太郎 役
- 傾城反魂香 （2023年6月歌舞伎座） - 主演・浮世又平 役
- 菊宴月白浪 （2023年7月歌舞伎座） - 主演・斧定九郎 役（市川猿之助 の代役）
- 新作歌舞伎 流白浪燦星（ルパン三世）（2023年、2025年） - 銭形警部 役
- 立川立飛歌舞伎特別公演（2023年、2024年）
- 岡崎歌舞伎公演 （2024年）

## 著作
- 中国魅録「鬼が来た!」撮影日記 キネマ旬報社 2002年 ISBN 978-4873762418
- 日本魅録 キネマ旬報社 2006年 ISBN 978-4873762784
- 日本魅録2 キネマ旬報社 2010年 ISBN 978-4873763330
- 慢性拳闘症 講談社 2011年 ISBN 978-4062167567
- 日本魅録3 キネマ旬報社 2011年 ISBN 978-4873763491
- 市川中車 46歳の新参者 講談社 2013年 ISBN 978-4062183468
- NHK｢香川照之の昆虫すごいぜ！｣図鑑 vol.1 （「カマキリ先生」名義・共著） NHK出版　2021年 ISBN 978-4144072680

## 受賞歴
2000年度
- 第22回ヨコハマ映画祭 助演男優賞（『スリ』『独立少年合唱団』）
- 第15回高崎映画祭 最優秀助演男優賞（『独立少年合唱団』）
- 第74回キネマ旬報ベスト・テン 助演男優賞（『スリ』『独立少年合唱団』）
- 第43回ブルーリボン賞 助演男優賞（『スリ』『独立少年合唱団』）
- 第55回毎日映画コンクール 男優助演賞（『スリ』『独立少年合唱団』）[138]

2002年度
- 第15回日刊スポーツ映画大賞・石原裕次郎賞 助演男優賞（『OUT』『KT』『歩く、人』他）[139]
- 第76回キネマ旬報ベスト・テン 助演男優賞（『刑務所の中』『KT』他）

2003年度
- 第13回日本映画批評家大賞 助演男優賞（『美しい夏キリシマ』）[140]
- 第16回東京国際映画祭 優秀男優賞（『故郷の香り（中国映画）』）[141]
- 第31回キネマ旬報読者賞 「日本の魅録」

2004年度
- 第28回日本アカデミー賞 優秀助演男優賞（『赤い月』）

2005年度
- 第29回日本アカデミー賞 優秀助演男優賞（『北の零年』）
- 第33回キネマ旬報読者賞 「日本の魅録」

2006年度
- 第31回報知映画賞 助演男優賞（『ゆれる』『明日の記憶』）
- 第28回ヨコハマ映画祭 主演男優賞（『ゆれる』）
- 第21回高崎映画祭 最優秀主演男優賞（『ゆれる』）
- 第80回キネマ旬報ベスト・テン 助演男優賞（『ゆれる』『明日の記憶』）
- 第49回ブルーリボン賞 優秀助演男優賞（『出口のない海』『ゆれる』『明日の記憶』）
- 第30回日本アカデミー賞 優秀助演男優賞（『ゆれる』）[142][143]
- 第16回東京スポーツ映画大賞 助演男優賞（『ゆれる』）
- 第11回日本インターネット映画大賞 助演男優賞（『ゆれる』『花よりもなほ』『雪に願うこと』『嫌われ松子の一生』他）
- 第34回キネマ旬報読者賞 「日本の魅録」

2007年度
- 第31回日本アカデミー賞 優秀助演男優賞（『キサラギ』）[144]
- 第12回日本インターネット映画大賞 助演男優賞（『キサラギ』『憑神』『HERO』『スキヤキ・ウエスタン・ジャンゴ』）
- 第34回放送文化基金賞 出演者賞（『鬼太郎が見た玉砕 〜水木しげるの戦争〜』）

2008年度
2009年度
- 第33回日本アカデミー賞 最優秀助演男優賞（『劒岳 点の記』）[145]
- 第14回日本インターネット映画大賞 助演男優賞（『カイジ 人生逆転ゲーム』他）
- 第37回キネマ旬報読者賞 「日本の魅録」

2010年度
- 第18回橋田賞
- 第20回日本映画批評家大賞 助演男優賞（『あしたのジョー』）
- 第67回ザテレビジョンドラマアカデミー賞 助演男優賞（『龍馬伝』）
- 東京ドラマアウォード2010 助演男優賞（『龍馬伝』）[146]
- GQ MEN OF THE YEAR 2010[147]

2011年度
- 第32回松尾芸能賞 優秀賞

2012年度
- 第36回日本アカデミー賞 優秀助演男優賞（『鍵泥棒のメソッド』）[148]

2013年度
- 第78回ザテレビジョンドラマアカデミー賞 助演男優賞（『半沢直樹』）[149]

2016年度
- 第71回毎日映画コンクール 男優助演賞（『クリーピー 偽りの隣人）[150]
- 2016年TV LIFE年間ドラマ大賞 助演男優賞（『99.9-刑事専門弁護士-』）
- 第20回日刊スポーツ・ドラマグランプリ2016年度 助演男優賞（『99.9 -刑事専門弁護士-』）

2017年度
- 第34回浅草芸能大賞 奨励賞（市川中車として）[151]
- 第21回日刊スポーツ・ドラマグランプリ2017年度 助演男優賞（『99.9 -刑事専門弁護士-』）

2018年度
- 2018年TV LIFE年間ドラマ大賞 助演男優賞（『99.9 -刑事専門弁護士-』）

2020年度
- 第105回ザテレビジョンドラマアカデミー賞 助演男優賞（『半沢直樹』）[152]